# Eugénie Gruyer-Brielman

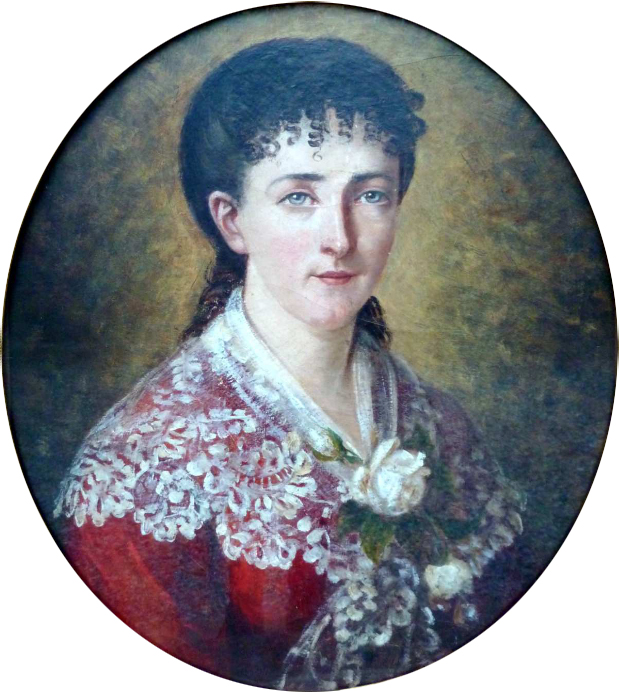
Henri Blanc-Fontaine, Retrato de Eugénie Gruyer

Eugénie Gruyer-Brielman, o Henriette Eugénie Gruyer, o Eugénie Claire Gruyer-Brielman, de soltera Henriette Eugénie Clet nacida en Grenoble el 2 de noviembre de 1837 y muerta en Sassenage el 5 de diciembre de 1921 fue una pintora e ilustradora francesa .

## Biografía
Henriette Eugénie Clet nació en Grenoble el 2 de noviembre de 1837, hija de Françoise Pellet y Jean Sébastien Clet, contratista de obras.
Se casó con Jules Isodore Gröll (1833-1868) el 4 de febrero de 1858 en Grenoble, pero pronto enviudó.

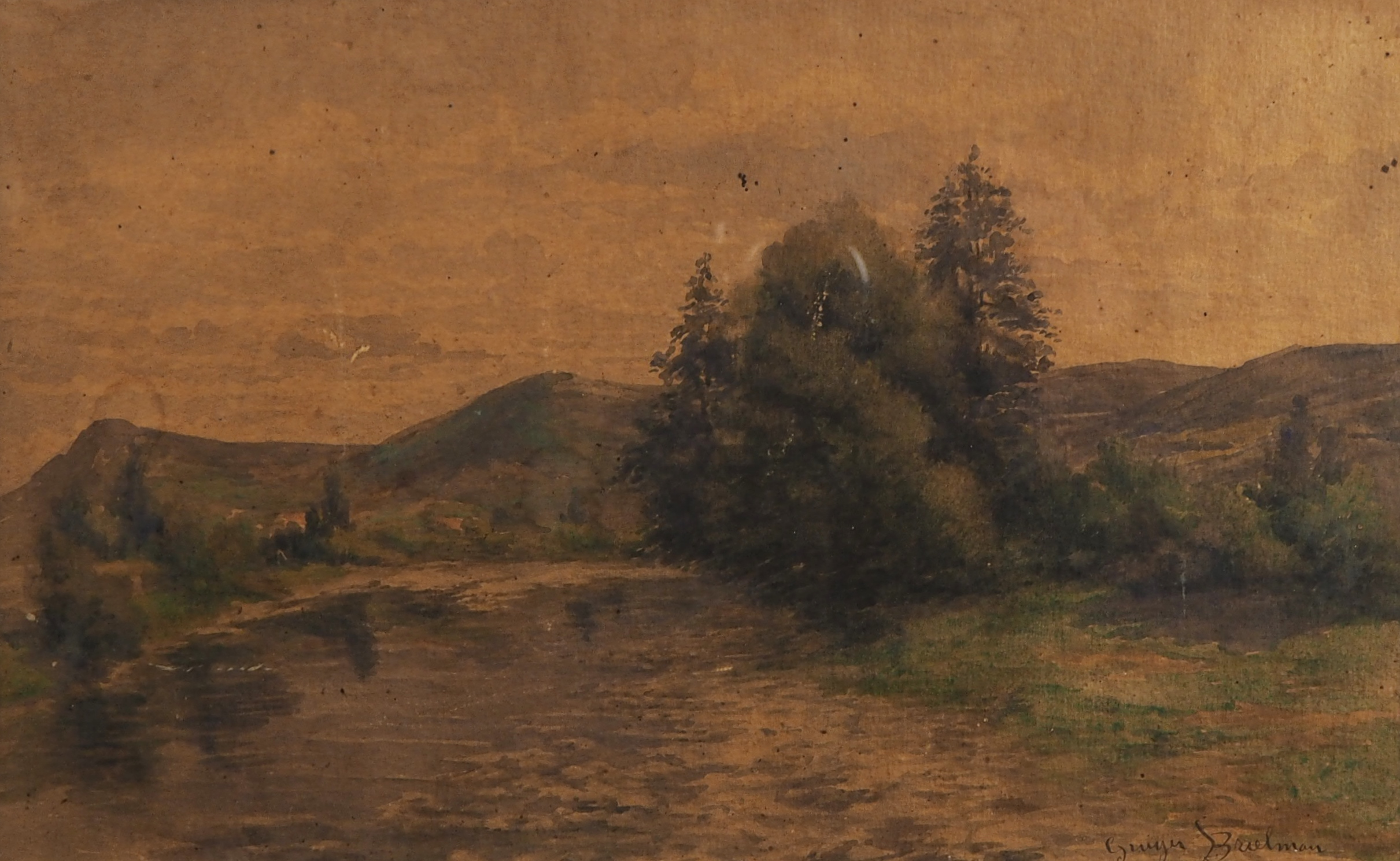
Vista desde Furon hacia Rolandière, acuarela, actualmente en lugar desconocido.

Después de aprender los conceptos básicos de la pintura de M. de Serre y de su padre, o su hermano según las fuentes, estudió en la prestigiosa Académie Julian de París, donde fue una de las alumnas de Tony Robert-Fleury. Se dedicó al diseño y la pintura de género, la práctica de la aguada o las acuarelas de paisajes, flores y bodegones.

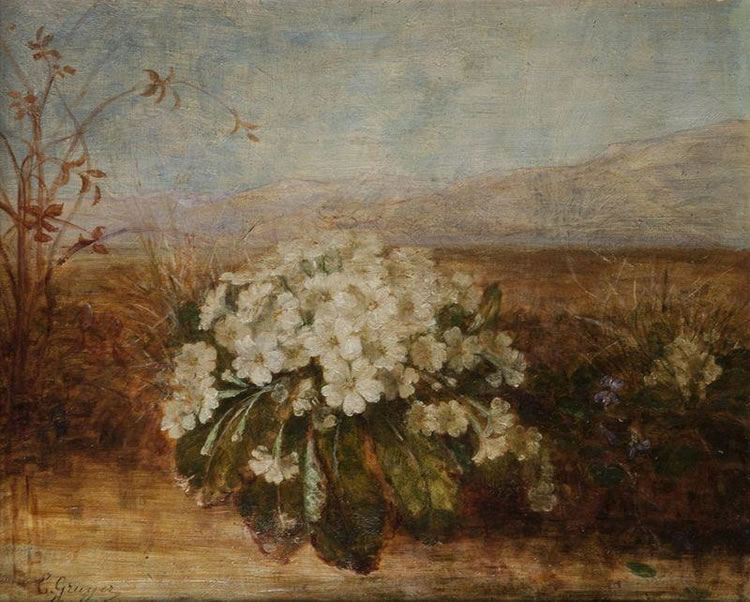
Eugénie Gruyer-Brielman. Ramo de flores

Se volvió a casar el 5 de junio de 1875 en Grenoble con Jean Hector Gruyer (1827-1908), tenor lírico internacional, futuro alcalde de Sassenage de 1881 a 1898, consejero general de Isère y vicepresidente de la Société des Amis des arts de Grenoble desde 1880 a 1895. Se convierte así en cuñada del pintor Henri Blanc-Fontaine, que también era su vecino y que le da consejos artísticos. Con el tiempo, mantendrán una correspondencia donde conversan sobre arte y pintura.
Con su segundo marido, Eugénie Gruyer vivía en “La Grand Vigne”, una propiedad de Côtes-de-Sassenage. Su casa era frecuentada por el grupo de pintores de la escuela del Delfinado, en particular por Jean Achard y Auguste Ravier. Mujer culta, poseía una extensa biblioteca y era muy apreciada por su conversación.
Expuso a partir de 1875 bajo el nombre de Eugénie Claire Gruyer-Brielman o Eugénie Gruyer-Brielman. Para promover a su nombre de artista, agregó a su apellido de casada el de Brielman, una familia de pintores emparentada con su esposo Jean Hector Gruyer.
En 1885, fue nombrada oficial de la Academia. En ese momento era profesora de dibujo en la escuela pública de la rue Doudeauville en París.
Entre 1889 y 1900 expone el pastel La Jungfrau, un grabado y la pintura Effet de lumière, que se reproduce en el Catálogo Ilustrado de la Exposición Decenal de Bellas Artes de 1889 a 1900 / Exposición Universal de 1900. Obtuvo una mención de honor en la Exposición Universal de 1900. Unos años más tarde, en el 28.º Salón de mujeres pintoras y escultoras, Gruyer-Brielman obtiene el segundo premio.
Abuela de Henriette Gröll, le inculcó el gusto por las artes gráficas.
Eugénie Gruyer-Brielman murió en Sassenage el 5 de diciembre de 1921.

## Obras en colecciones públicas
Alemania
- Museo de Colonia.

Francia
- Grenoble, museo de Grenoble : Copa de uvas, 1881.[15]
- París, Pequeño Palacio:[16]
  - Mujer joven con un ramo, 1908 ;
  - Mujer de negro.
- Puteaux, Centro Nacional de Artes Plásticas : La Tricoteuse, 1874.[17]